# Серебряный век русской поэзии
Сере́бряный век — название периода в истории русской поэзии, относящегося к концу XIX—началу XX веков, данное по аналогии с Золотым веком (начало XIX века). На авторство термина претендовали философ Николай Бердяев, поэты и критики Николай Оцуп, Владимир Маяковский.

## Хронологические рамки
Вопрос о хронологических рамках этого явления остаётся спорным. Условно Серебряный век датируется 1890-ми годами — первым 20-летием XX века. Если в определении начала Серебряного века исследователи достаточно единодушны — это явление рубежа 1880-х—1890-х годов, то конец этого периода вызывает споры. Одни исследователи полагают, что Серебряный век окончился с началом Гражданской войны. Другие полагают, что Серебряный век прервался в год смерти Александра Блока и расстрела Николая Гумилёва. Также существует точка зрения, что концом Серебряного века можно считать рубеж 1920—1930-х годов, связанный с самоубийством Владимира Маяковского.

## Литературные течения и объединения

### Символизм
Новое литературное направление, — символизм, явилось порождением глубокого кризиса, охватившего европейскую культуру в конце XIX века. Кризис проявился в негативной оценке прогрессивных общественных идей, в пересмотре моральных ценностей, в утрате веры в силу научного сознания, в увлечении идеалистической философией. Русский символизм зарождался в годы крушения народничества и широкого распространения пессимистических настроений. Все это обусловило тот факт, что литература Серебряного века ставит не злободневные социальные вопросы, а глобальные философские.
Хронологические рамки русского символизма — 1890-е годы—1910 год. На становление символизма в России повлияли 2 литературные традиции:
- Российская поэзия Фета, Тютчева, проза Достоевского
- Французский символизм — поэзия Поля Верлена, Артюра Рембо, Шарля Бодлера. Основная мысль — искусство — средство познания мира.

Символизм не был однородным. В нём выделялись школы и течения (например, «старшие» и «младшие» символисты)

#### «Старшие» символисты
К «старшим» символистам относятся:
- Петербургские писатели Д. С. Мережковский, З. Н. Гиппиус, Ф. К. Сологуб, Н. М. Минский. В творчестве петербургских символистов поначалу преобладали упаднические настроения, мотивы разочарования. Поэтому их творчество иногда называют «декадентским»
- Московские поэты В. Я. Брюсов, К. Д. Бальмонт

«Старшие» символисты воспринимали символизм в эстетическом плане. По мысли Брюсова и Бальмонта, поэт, прежде всего, — творец сугубо личных и чисто художественных ценностей.

#### «Младшие» символисты
К «младшим» символистам относятся А. А. Блок, А. Белый, В. И. Иванов. «Младшие» символисты воспринимали символизм в философско-религиозном ключе. Для них символизм был философией, преломлённой в поэтическом сознании.

### Акмеизм
Акмеизм (адамизм) был основан символистами и противостоял одноимённому направлению. Акмеисты провозглашали материальность, предметность тематики и образов, точность слова (с позиций «трудное служение поэта в миру»). Его становление связано с деятельностью поэтической группы «Цех поэтов». Основателями акмеизма были Николай Гумилёв и Сергей Городецкий. К течению присоединились жена Гумилёва Анна Ахматова, а также Осип Мандельштам, Михаил Зенкевич, Георгий Иванов.

### Футуризм
Футуризм был первым авангардным течением в русской литературе. Отводя себе роль прообраза искусства будущего, футуризм в качестве основной программы выдвигал идею разрушения культурных стереотипов и предлагал взамен апологию техники и урбанизма как главных признаков настоящего и грядущего. Родоначальниками русского футуризма считаются члены петербургской группы «Гилея». «Гилея» была самым влиятельным, но не единственным объединением футуристов, существовали также эгофутуристы во главе с Игорем Северянином (Санкт-Петербург), группы «Центрифуга» и «Мезонин поэзии» в Москве, а также группы в Киеве, Харькове, Одессе, Баку.

#### Кубофутуризм
В России «кубофутуристами» называли себя «будетляне», члены поэтической группы «Гилея». Для них был характерен демонстративный отказ от эстетических идеалов прошлого, эпатаж, активное использование окказионализмов. В рамках кубофутуризма развилась «заумная поэзия». К поэтам-кубофутуристам относились Велимир Хлебников, Елена Гуро, Давид и Николай Бурлюки, Василий Каменский, Владимир Маяковский, Алексей Кручёных, Бенедикт Лившиц.

#### Эгофутуризм
Помимо общего футуристического письма для эгофутуризма характерно культивирование рафинированности ощущений, использование новых иноязычных слов, показное себялюбие. Эгофутуризм был явлением кратковременным. Бо́льшая часть внимания критики и публики была перенесена на Игоря Северянина, который достаточно рано отстранился от коллективной политики эгофутуристов, а после революции полностью изменил стиль своей поэзии. Большинство эгофутуристов либо быстро изживали стиль и переходили в другие жанры, либо вскорости совершенно оставляли литературу. Помимо Северянина, к этому течению в разное время примыкали Вадим Шершеневич, Рюрик Ивнев и другие.

### Новокрестьянская поэзия
Понятие «крестьянская поэзия», вошедшее в историко-литературный обиход, объединяет поэтов условно и отражает только некоторые общие черты, присущие их миропониманию и поэтической манере. Поэты, причисляемые к данному направлению, себя так не называли и не образовывали литературного объединения или направления с единой теоретической платформой. Однако всем «новокрестьянским» поэтам в той или иной мере были присущи обращения к теме деревенской России (вопреки России «железной»), связь с миром природы и устного народного творчества. Вместе с тем им были внятны и стилевые устремления «русского модерна».
Известнейшими новокрестьянскими поэтами периода Серебряного века были Николай Клюев, Пётр Орешин, Сергей Клычков и Сергей Есенин.

### Имажинизм
Имажинисты заявляли, что цель творчества состоит в создании образа. Основное выразительное средство имажинистов — метафора, часто метафорические цепи, сопоставляющие различные элементы двух образов: прямого и переносного. Для творческой практики имажинистов характерен эпатаж, анархические мотивы. На стиль и общее поведение имажинизма оказал влияние русский футуризм. Основатели имажинизма — Анатолий Мариенгоф, Вадим Шершеневич, Сергей Есенин. К имажинизму также примыкали Рюрик Ивнев и Николай Эрдман.

## Авторы

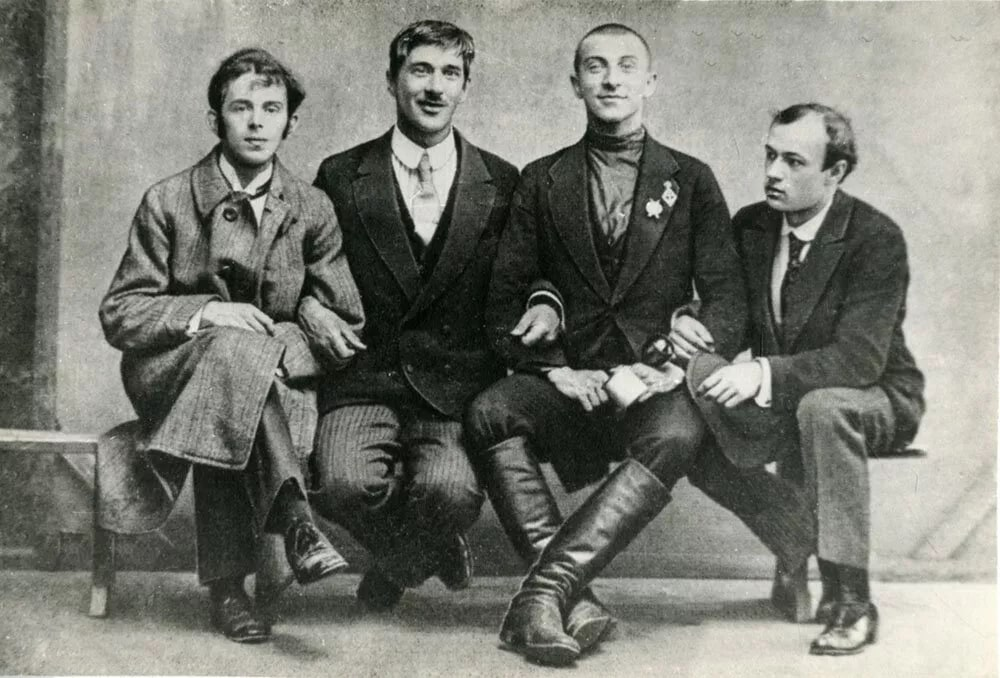
Русские писатели Серебряного века: Осип Мандельштам, Корней Чуковский, Бенедикт Лившиц и Юрий Анненков, проводы Лившица на фронт. Случайная фотография Карла Буллы, 1914

## Антологии и сборники
- Антология поэзии Серебряного века. Сост. Карен Джангаров
- Лирика Серебряного века. / Сост. С. Дмитренко. ― М.: Олма-пресс, 2004. ― 653 с. ― ISBN 5-224-04795-1
- Поэзия Серебряного века. В 2-х томах. ― М.: Дрофа; Вече, 2002. ― 366 с. ― ISBN 5-7107-6682-8
- Поэзия Серебряного века. 1880—1925. / Сост. Е. Осетров, Е. Капустин. ― М.: Художественная литература, 1991. ― 574 с. ― ISBN 5-280-01557-1
- Поэзия Серебряного века. Стихотворения. / Сост. П. Басинский. ― М.: Эксмо, 2004. ― 478 с. ― ISBN 5-699-07582-8
- Поэты Серебряного века. [Сборник стихотворений]. — М.: Азбука, 448 с. —ISBN 978-5-3891-9480-9
- Поэты Серебряного века. [Стихотворения]. / Сост., вступ. ст. и кокоммент. Н. П. Суховой; худож. В. Панов. ― М.: Детская литература, 2008. ― 304 с. ― (Школьная библиотека).
- Поэты Серебряного века: Серебряный век русской поэзии XIX—XX вв. / Сост. И. Мазнин ― М.: Эксмо-Пресс, 2001. ―  381 с.
- Русская поэзия Серебряного века. 1890—1917. Антология. ― М.: Наука, 1993. ― 782 с. ― ISBN 5-02-011490-1
- Серебряный век. [Стихи]. В 3-х томах. / Сост. И. Гарин. ― М.: Терра, 1999. ― ISBN 5-300-02612-3
- Серебряный век. Поэзия / Сост. Т. А. Бек. — М.: АСТ; Олимп, 2002. — 671 с. — (Школа классики). — ISBN 5-17-010728-5, ISBN 5-7390-0326-1
- Серебряный век. Стихотворения. [Сборник произведений разных авторов]. — М.: Эксмо, 2024. — 448 с. — (Собрание больших поэтов). — ISBN 978-5-0417-8095-1
- Сто одна поэтесса Серебряного века. / Сост. М. Гаспаров. ― СПб.: ДЕАН, 2000. ― 238 с. ― ISBN 5-93630-004-8